# 缅甸共产主义叛乱
缅甸共产主义叛乱（英語：Communist insurgency in Burma），毛派及其同情者以及中国、越南、佤邦和掸邦东部第四特区方面称为缅甸人民解放战争，主要指由缅甸共产党和共产党 (缅甸)发起的叛乱事件。叛乱发生于1948年到1989年。2021年，军事政变后，缅共宣布复出并活跃于克钦邦与实皆省，与缅甸政府军冲突至今。

## 起源（1939-1948）

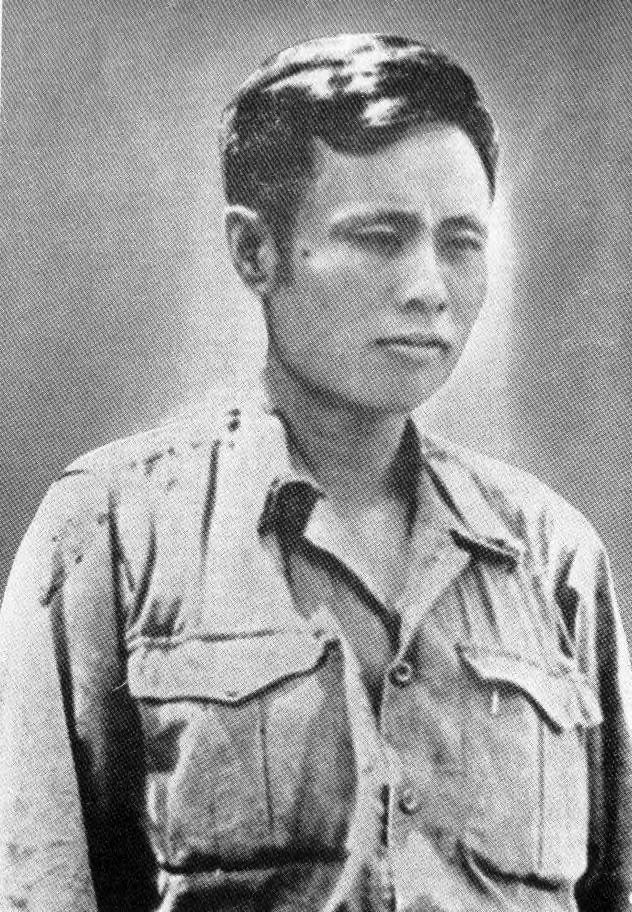
首任缅共中央总书记昂山

1939年8月15日，缅甸国父昂山在原德钦党基础上宣布成立缅甸共产党，成为该党首任总书记，巴莫任第一副书记。1940年8月，为取得与中国共产党的联系，昂山亲自前往福建厦门，在与中共的地下组织接头失败后遭厦门租界的日本宪兵队绑架并被押送东京，最终在日本军部的胁迫下脱党成为亲日派，导致缅共领导层一时失去斗争方向。

### 抗战期间
1941年7月，德钦梭和德钦丹东在永盛监狱共同起草了《永盛宣言》，宣布法西斯主义是“即将到来的战争中的主要敌人”，号召与英国暂时合作，建立起包括苏联在内的广泛同盟。这一举措是遵照在1935年共产国际第七次代表大会上由保加利亚共产党领袖季米特洛夫主张的人民阵线战略。
这个呼吁与1940年离开缅甸，秘密接受日本人军事训练的昂山和三十志士所组成的缅甸民族主义组织德钦党的主流意见相反。1941年12月27日，昂山在泰国曼谷组建缅甸独立军(BIA)来对抗同盟国。1942年昂山引领日军进军缅甸，3月8日占领仰光，同年7月，全缅英军被击退，缅甸独立军改组为缅甸国防军。1943年8月1日，傀儡政权缅甸国成立，巴莫出任总理，昂山出任国防部长，缅甸国防军也重组为缅甸国民军（BNA)。
德钦梭在伊洛瓦底江三角洲转入地下，组织武装抵抗力量，而身为傀儡政府农业部长的德钦丹东将情报交给德钦梭。登佩敏和Tin Shwe于1942年7月接触流亡到印度的英属缅甸殖民政府。1944年1月，在德钦梭主持下，缅甸共产党成功召开了第一次代表大会。
随着战争的进行，昂山对日军胜利的可能性愈发怀疑，最终昂山于1944年中叶决定投靠同盟国阵营，同时与他过去一手缔造的缅甸共产党重新建立联系。1944年8月到9月，缅共、“缅甸国民军”（昂山为首）、“缅甸人民革命党”（即缅甸社会党前身）等团体领导人在吴努家中举行了会议，成立“反法西斯组织”。1945年3月3日，反法西斯组织更名为反法西斯人民自由同盟。5天后，基地位于曼德勒的西北战区共产党人指挥官Ba Htoo开始了对日军的武装抵抗行动。1945年3月27日，在昂山的领导下，武装抵抗升级为全国范围内的起义，日军最终于当年7月撤退。反法西斯人民自由同盟由此成为战后直到缅甸独立后数年的最有影响力的政党。

### 抗战胜利后至昂山遇刺
1945年9月，德钦梭和Ba Tin到印度同当时深受白劳德主义影响的印度共产党谈话，回国后德钦梭确信武装斗争是夺取政权的唯一方式。出于对逐渐扩散的群众示威的恐惧，英国新总督休伯特·兰斯任命昂山等人出任行政委员会中的一些职位。昂山一开始拒绝这个提议，但最终在1946年9月接受提议。此时业已清算白劳德路线的缅甸共产党由此同昂山产生分歧，最终德钦丹东被解除反法西斯人民自由同盟总书记一职。11月2日，在缅共指责昂山和社会党“在帝国主义面前下跪”，出卖革命以加入行政委员会，故此号召罢工之后，缅共最终被逐出同盟。

缅甸共产党第二面党旗（1946年—1969年）

1946年2月，德钦梭指责缅共领导层是“白劳德主义者”。当时在接替德钦梭出任党的总书记的登佩敏的主持下，缅共于1945年7月第二次代表大会上采用此前登佩敏在印度起草的名为“向更好的互助信任和更好的合作”的政策。德钦梭和7名中央领导从缅共分裂出来，另行组织共产党 (缅甸)，又称红旗共产党（旗帜沿用缅共的红旗），德钦梭任红旗共产党中央总书记。缅甸共产党则重新组成新的中央，又称白旗共产党（改用白旗为党旗），选举德钦丹东出任中央总书记（后改称中央委员会主席），继续同昂山和同盟合作。独立谈判期间，英国发觉德钦丹东是昂山背后的军师。最终，白旗共产党也无法同昂山和社会党人形成“左翼大团结”。
1947年2月，Ba Thein Tin和共产主义学生领袖Aung Gyi参加了在伦敦举行的英帝国殖民下的共产党国际会议，这也是缅甸共产党第一次参与到共产党国际会议中。在批判当年举行的制宪议会选举后，缅共还是派出25名候选人参选，但只有7人当选。随后在7月19日发生的刺杀昂山和其阁员的事件震撼了缅共和全国，但缅共仍然迫切想和同盟建立统一战线，认为刺杀是帝国主义者试图阻止昂山建立左翼联合阵线的阴谋。
之后，吴努在伦敦同英国首相克莱门特·艾德礼完成了昂山开始的独立谈判，而《1947年10月吴努-艾德礼协议》被缅共指责为是一个羞辱，争议的焦点是作为协议附件的《列雅-弗里曼防御协议》，协议向英国提供了3年在缅甸境内进行军事训练和未来潜在的军事同盟的优惠，这被缅共认为是英国干涉缅甸主权和吴努的妥协的证据。
1947年11月8日，吴努提出共产党人和社会党人重现建立联合阵线的建议，呼吁缅共，社会党和一个由作为昂山私军的二战老兵组成的人民志愿组织(PVO)进行谈判。当这一提议失败后，吴努指控缅甸共产党搜集武器准备发动起义，而缅共反对协议的举动最终迫使缅甸决定不加入共和联邦。1947年12月，缅共的孟加拉裔理论家Yèbaw Ba Tin发表了《当前的政治形势和我们的任务》，重提此前1月的口号“最终夺取政权”，号召“全国起义来摧毁卖国协议”，将一切英国和外国资产国有化，废除一切形式的地租和债务，废除国家官僚机构代之以人民政府，并将与中、越、印尼（为当时东南亚的第二大共产党）三党结盟写进纲领（同“民主中国和斗争中的越南和印尼”建立核心同盟），以此为基础获得苏联的支持，以及和其他“反抗英美帝国主义殖民”的民主国家建立同盟和贸易关系。缅共随后执行了一套双重政策：动员仰光和其他城市的工人和政府雇员发动罢工，以及在农村地区建立受民兵保护的“解放区”。
1948年2月，在仰光发生了一系列由缅共支持的全缅工会大会(ABTUC)发动的罢工浪潮，3月在彬马那镇区发生了由全缅农民组织(ABPO)发动的7，500人游行。由于相信他们将于3月27日抵抗日发动起义，吴努由此下令逮捕缅共领导人，但最终发现缅共总部已人去楼空。缅共的领导层逃到他们拥有强大影响力的彬马那镇区准备发动武装革命。

## 早期斗争及挫败（1948-1958）

### 反抗同盟的叛乱
1948年4月2日，缅甸共产党在勃固打响了独立后武装起义的第一枪。此时，德钦梭领导的红旗共产党，武僧U Seinda领导的若开人和若开邦的圣战者业已发动了武装叛乱。人民志愿组织(PVO)分裂成“白带”和“黄带”两派，由Bo La Yaung（三十志士之一）和Bo Po Kun领导的多数派“白带派”在同年7月也加入了武装叛乱。吴努政府征用克伦人和克钦人来镇压共产主义叛乱，并在1948年晚攻下卑谬镇，德耶谬镇和彬马那镇。1949年末，由于国防军总司令史密斯·敦（克伦人）被三十志士中的资深领袖奈温取代，克伦民族联盟 (KNU)宣布反叛。孟族和掸邦的勃欧人也随之反叛。缅甸步枪队的三个团也在三十志士的成员，共产党人军官Bo Zeya, Bo Yan Aung,和Bo Ye Htut的领导下转入地下，组织缅甸革命军(RBA)。
缅甸共产党将缅甸定性为“半殖民，半封建国家”，因此选择了毛主义的在农村组建游击队，而不是动员城市工人的路线。与此同时，缅共也支持处在合法地位的左翼反对党，例如由工会领袖Thakins Lwin和Chit Maung领导的缅甸工农党(BWPP)，该党被仰光报章称为“秘密共产主义者”和“红色社会主义者”。工农党试图将共产党重新拉回主流政治中，但失败了。在1956年两党组成国民联合阵线参与竞选，取得35%选票，但所得议席不过寥寥。
政治局的“为了党的存活而斗争”的决议于1948年4月在仰光召开的秘密中央委员会会议以及一个月后的中央委员会全体会议得到确认。缅共总部继续在彬馬那镇-央米丁镇地区活动，偶尔北上到
曼德勒-密铁拉-敏建地区活动。在共产党控制的地区，债务被废除，农业和贸易合作社被建立起来。武装叛乱一年后，共产党的武装依照毛主义路线重组为主力部队-机动游击队和民兵，指挥权由司令员和政治委员同掌。主力部队被称为“缅甸人民解放军” (PLA)，与同时期建立起来的中国人民解放军同名。1950年9月，缅甸人民解放军与缅甸革命军合并为“人民军”，与当时在中国帮助下刚刚正式成立的越南人民军同名，由Bo Zeya指挥。常规军被分成四个主要战区，各有一千人。
尽管德钦丹东此前曾支持克伦人反抗英国殖民统治的民族主义叛乱和民族自决权以及掸族反对封建贵族的斗争，克伦民族联盟还是被缅甸共产党定性为被英国人控制来破坏反法西斯人民自由同盟政府和共产党人团结的“反动封建组织”由此内战演变成由三方分别参与：吴努政府，共产党游击队和克伦民族联盟为代表的少数民族分裂势力。吴努政府预计仅政府人员就有包括1，352名军人在内的3，424人阵亡。

### 统一战线
随着卑谬镇被共产党，缅甸革命军和人民革命组织联军攻下，第一个反抗吴努政府的统一战线组织，人民民主阵线(PDF)于1949年3月在当地成立。随后三方同盟协定由德钦丹东，德钦梭和Bo Po Kun在1952年10月1日签署。除于1950年组建人民军的缅共和人民革命组织合并外，协议主要包括领地的划分和合作条款。
1952年11月，缅甸共产党和克伦民族联盟达成停火协定，但并没有形成军事同盟。一些少数民族武装的投降使克伦民族同盟匆忙于1956年4月组建民主民族联合阵线（DNUF），后来领导权逐渐由Mahn Ba Zan领导的毛主义政党克伦民族联合党（KNUP）掌控。克伦民族同盟左派由此同其他少数民族势力渐行渐远，并同缅共走得更近，最终两党于1959年5月在国民民主联合阵线（NDUF）的形式下达成同盟关系。
国民民主联合阵线也包括了在孟邦人民阵线投降后，由Nai Shwe Kyin领导建立的新孟邦党，1956年3月成立的钦族民族先锋党（CNVP)和于1957年7月成立的由Saw Maw Reh领导的克伦尼民族进步党(KNPP)。新孟邦党和克伦尼民族进步党都是在克伦民族同盟的帮助下成立的。这是民族武装势力中最成功的统一战线组织，一直延续到1976年，克伦民族同盟从联合阵线中脱离，另外组织民族民主阵线（NDF)。然而缅甸共产党坚持马克思列宁主义的民族自决原则，即受压迫民族应在政治上脱离拥有统治地位的压迫民族，但绝不等于分离出国家版图，而是要在各个不同场合下基于整个社会发展的利益和争取无产阶级的利益来处理民族问题。对于受殖民统治或外国军事侵略和占领下的民族来说，民族自决权是指摆脱殖民统治并建立或恢复独立的主权国家的权利（如1921年蒙古革命摆脱日本支持的中华民国和俄国白军的军事占领后成立蒙古人民共和国）。而对于已经建立独立国家的民族整体来说，作为其组成部分的少数民族所适用的民族自决概念仅限于脱离奉行大民族沙文主义（如泛斯拉夫主义、大汉族主义、大缅族主义和马来人至上等）的主体民族政权的种族压迫，而在摆脱这一压迫（推翻奉行种族主义的主体民族政权）后所要实现的则是国家主权范围内的民族自治权利。缅共由此根据苏联和中国的经验（如1920年苏联扶持成立远东共和国脱离日本支持的俄国白军政权、1947年中国共产党在蒙古族地区建立内蒙古自治区脱离中华民国管辖，与辛亥革命时期中国各省宣布脱离清廷独立类似），认为各少数民族地区脱离现政权管辖不能以实现分离并成立小国家为目的，而是为实现新政权成立后在中央对各民族地区的统一领导下实行民族区域自治制度，因而要求各民族地区反抗缅甸政府的运动都必须置于其领导之下。这和当地少数民族所认为的民族自决的观念（独立于缅甸国家版图之外）相去甚远，因为共产党人一贯认为没有无产阶级领导下的所谓民族自决权不过是“现有体制所给予‘民族（nation）’的不是在他们（‘民族’）为其所能时的简陋祝福，就是在其所不能时的空洞短语”、“只维护单独一个民族的某些特权，并总是力主为‘自己的’民族取得更大的利益”，从而形成某个少数民族因所谓的“民族意识”而对抗全体主体民族的局面，与实行民族压迫的主体民族统治者制造和煽动民族仇恨的政策无异，因此任何旨在部分地或全面地分裂一个国家并破坏其领土完整的企图都是不可接受的，而是应同时反对大民族主义和地方民族主义。统一战线内各党的意识形态冲突得因而不到解决。

### “和平与统一”对“武装争取民主”
1950年代，共产主义武装的进攻逐渐失去力量；1953年10月缅甸政府取缔该党，国民对内战的不满促成了缅甸共产党在1955年提出“和平与统一”的主张。这一主张得到了仰光左翼反对派和保守派的共同欢迎。拥有崇高声望的民族主义领袖德钦哥都迈于1958年组建内部和平委员会，被政府允许代表缅共说话。在1956年缅甸大选中，民族联合阵线取得很好的成绩，给吴努政府造成一些政治动荡。
在国际上，得到美国支持的国民党军队在内战失败后从云南跨境到缅甸东北部，使缅甸政府拒绝加入东南亚条约组织（SEATO)。而中华人民共和国方面为防止国民党残军袭扰西南边疆地区，于1952年出兵约5,000至10,000人进驻阿佤山地区缅方一侧（今佤邦），缅甸方面指控中国军队以追剿残军为借口入侵其境内为缅共建立根据地。1955年11月20日，缅军在向缅北地区推进的过程中与驻扎此地的中国军队发生冲突，是为黄果园事件。缅方指控此次冲突乃中方为扶持缅共夺权而发动的武装侵略，从而寻求美国方面的支持，美方则操纵东南亚条约组织成员国进行军演予以回应。周恩来在从印度支那半岛举行的日内瓦高峰会返回后立即前往仰光会见吴努，双方发表了一份联合宣言，重申“和平共处五项原则”和人民有“选择本国体制”的权利；同年12月，尼古拉·布尔加宁和尼基塔·赫鲁晓夫访问缅甸长达一个星期，表现出认可缅甸作为一个模范的不结盟的，按照自己节奏发展的社会主义的第三世界国家的意思。介于苏联对缅共的态度不甚明朗，且缅甸政府也是万隆会议的强烈支持者，1956年3月，中国方面决定从双方军队的当前控制范围分别后撤相同的距离，遭到当地以鲍岩嘎（后缅共中部军区副司令、佤邦联合军总司令鲍有祥之父）为代表的亲共佤族部落的反对。吴努于同年11月的对华回访中，在得到中国政府不会同缅共联系的保证后，同意将缅军撤出与克钦邦接壤的片马、岗房、古浪等时年争议地区，且保证不进驻阿佤山区。在确认缅方完成上述动作后，中国军队于当年年底开始撤出阿佤山以西地区，缅共由此失去直接从中国军方手中获得根据地的机会。1957年，奈温率领了一支军事代表团访问中国，会见了毛泽东。
吴努随后转向对自己有利的和平谈判，提出了非常成功的“武器换民主”的主张。缅甸国防军在1956年初的进攻计划，在木各具的Aung Thura（“英勇胜利”）计划，在勃生的Aung Tayza （“辉煌胜利”）计划都取得了局部的胜利。1958年发生了克钦族民族主义者的大规模投降，随后是勃欧族，孟族和掸族共产主义者，但更重要的是Bo Po Kun领导的人民革命组织。官方数字是5，500名“武装共军”“投向光明”，其中包括了主要在若开邦北部实兑地区活动的800名白旗共产党人。

## 政变后再次开展斗争的准备（1962-1968）

### 1962年政变与1963年和平谈判
奈温看守政府主持了1960年2月举行的大选，由吴努领导的反法西斯人民自由同盟廉洁派(Clean AFPFL)取得了胜利，并修改党名为缅甸联邦党。然而，两年后以奈温为首的亲美少壮派军官发动军事政变，吴努政府垮台，联邦党大部分领导层和少数民族领袖被关押。同年7月7日仰光大学的学生发起和平示威，遭到缅甸国防军的残酷镇压，造成上百名学生被杀。
1960年代中期，美国国务院估计缅甸共产党成员大约有5，000人。
1963年4月1日，联邦革命委员会主席奈温在发布大赦令后提出和平谈判。在1958年反法西斯人民自由同盟分裂前就在仰光活动的三十志士之一的Bo Ye Htut以及缅甸共产党中央军事委员会成员同Bo Ye Maung和Bo Sein Tin一起接受了这一建议。同月，克伦民族同盟分裂成克伦民族团结党(KNUP)和Tha Hmwe领导的克伦革命协会(KRC)。6月，红旗共产党代表团最早来到谈判桌，随后红旗共产党的领袖德钦梭在8月从若开邦来到谈判地点。仅仅举行三次会议后，联邦革命委员会就在8月20日突然结束谈判，红旗共产党代表团匆匆回到若开邦首府实兑。
由Bo Zeya, Yebaw Aung Gyi, Thakins Pu,和德钦巴登顶领导的三支缅甸共产党代表团在7月和9月从北京回国，这些“北京回归者”被允许前往位于勃固山脉的党总部，党的领导层由此在15年后重新统一，召开了历史性的中央委员会会议。8月28日由总书记Yebaw Htay和原人民军总司令Bo Zeya率领的缅甸共产党代表团来到谈判地点后，谈判在9月2日正式开始。9月20日，党的政治局委员和国民民主联合阵线书记德钦辛率领第二支代表团抵达谈判地点，与第一支代表团作为同一阵营。政府方与缅甸共产党和国民民主联合阵线的谈判令政府同其他少数民族如掸族和克钦族的谈判黯然失色。
由于联邦革命委员会向缅甸共产党提出的以下要求，谈判在11月14日破裂：
1.所有部队必须集中在特定地方
2.任何人在没有允许的情况下不准离开
3.所有组织活动必须停止
4.所有筹款活动必须停止
由于对和平谈判的期望很高，国民民主联合阵线得到德钦哥都迈和三十志士之一的前军官Kyaw Zaw支持的人民和平委员会在11月初发起从敏拉镇到仰光的六县和平游行。游行的过程中，支持者呼喊反政府口号，游行者也收到了来自仰光大学学生联盟(RUSU)和全缅学生协会联合会(ABFSU)的食物。当游行队伍来到仰光后，200，000人在城市大堂集会，演讲者公开支持国民民主联合阵线保留武器和领地的要求。尽管一开始缅甸共产党和国民民主联合阵线误以为奈温提出和平谈判是政府虚弱的一个标志，他们一抵达仰光后就察觉这只是一个政府装饰门面的举动。然而，他们也借此机会重新建立联系和与家人见面。
游行后超过900人被迅速逮捕，大部分是BWPP和NUF的活动家，其中也包括了游行的主要组织者，勃欧民族组织联盟(UPNO) 和过去的武装组织勃欧民族组织(PNO) 的领袖Thaton Hla Pe，以及过去的组织孟族人民阵线领袖Nai Non Lar。到了年底估计有超过2，000人被监禁，几乎整个仰光大学学生联盟和全缅学生协会联合会的领导层都逃亡加入缅甸共产党。

### 缅甸共产党重回毛主义路线
受到1963年和平谈判破裂和1966年起中国文化大革命的影响，以及效仿时年越南共产党将毛泽东思想列为指导思想的建党模式，缅甸共产党抛弃了过去“和平和统一”的路线，重新回到革命毛主义的路线。一系列清党和草率处决随后发生，被仰光报章称为“清洗，解职和处决”的政策。大批党的老成员，以及在1963年和平谈判破裂后加入缅共的学生领袖，被德钦丹东下令处决。
在重新确立毛主义路线后，缅共在1965年开始建设乡村地区，被称为“红色政权区域”，由主张农村包围城市并最终在条件成熟的时刻夺取政权的“强硬”活动家管理。负责教导毛泽东思想的中央党校也随之建立，第一堂课在1965年3月25日开始。在对外关系方面，缅共重申了1947年纲领中与中国、越南和印尼三国共产党结为同盟的对外方针，因而缅共的一系列政策得到中国共产党的公开支持，而当时与中国关系紧密的、以胡志明为首的越南共产党和受到时任印尼总统苏加诺支持的印尼共产党亦视缅共为其同在东南亚的重要盟友。此时越南方面正值胡志明提出“助人如助己“的对外方针，且出于自身周边安全环境的考虑，因而尽管越南国内条件仍十分困难，依然全力支持东南亚各国共产党的斗争。中越两国遂开始向缅共提供武器和资金，并招收大量缅共干部入读军事院校，为其培训军官；印尼共产党虽并未取得政权，但因其受到当时的苏加诺政府大力支持而在印尼国内拥有较大影响力，其规模为当时东南亚仅次于越南的第二大共产党，因此亦尽己所能为缅共搜集大量物资以示支援。
然而，党内日益加剧的分歧使德钦丹东，Thakin Chit和北京回归者在1966年8月16日会面来讨论解决这一问题的方案，最终决定复制苏联肃反运动的经验，并参照中国红卫兵的实践，建立了青年组并选择了会领导党内多数派来肃清反对派的高校学生。
数名党内高层被指控为“修正主义者”受到肃清，Thakin Ba Tin和Yèbaw Htay在1967年4月27日被暂停中央政治局的职位，而一些党内高层，例如Yèbaw Ba Khet在察觉到危险后选择退党。Thakin Ba Tin在1967年6月8日被草率处决，随后是Yèbaw Htay，其中他们的儿子是处决队的一员。他们被分别指控为缅甸的“邓小平”和“刘少奇”。
1965年9月，印尼发生930事件，导致印尼共产党遭苏哈托为首的亲美政变军人当局屠戮殆尽，使缅共失去一个重要盟友。缅共吸取了印尼共未建立武装的教训，同时其自身亦有1958年放下武器的教训，因而请求中国和越南方面帮助其尽快重建军队。
1967年6月，奈温政府效仿印尼930事件后苏哈托政府以印尼华人为目标迅速消灭印尼共产党的反共大屠杀，以缅甸华人为目标发动反华骚乱，同时亦镇压缅甸国内一切抗议越南战争的反战声浪，意图就此一举消灭缅共。缅共立即发表题为《缅甸蒋介石——奈温军人政府必败，人民必胜》的声明在舆论上为自己争取时间。中国和北越经历了印尼共产党遭灭党后未能迅速做出反应的教训，立即公开对缅共表示支持，从而将为缅共重建军队一事正式提上日程。大量缅共前武装人员进入云南和越南和平省整训，开始接收大量苏联和东欧各国为中越两国提供的先进武器装备。同时为争取其他民族地方武装与缅共结盟，两国亦为刚刚成立不久的克钦独立军提供AK自动步枪600余只以示支援。
1967年12月15日，德钦丹东和其余政治局委员通过一份决议，决定采纳“党内革命”的路线，命令全国所有党员肃清各地的党组织。三十志士的第一位，曾经陪伴昂山到厦门接受军事训练的Bo Yan Aung在12月26日成为被肃清的受害者。

## 军队重建之初的内讧（1968）
1968年1月4日，多支经过中国和北越整训、配备精良苏式装备的缅北武装重新合并为“ 緬甸人民军”，成为一支新型正规化军队，仍由Bo Zeya担任总司令。人民军重建初期最早的两大单位为克钦邦303部队和果敢404部队，分别由罗相和彭家声出任部队长。中国和越南则以“访问组“专家的名义向缅共派遣军事顾问，对人民军的正规化建设进行指导工作。此后缅共的军事实力虽不断壮大，但其内斗仍在加剧。
趁缅共内部陷入混乱之际，奈温政府发动了军事进攻，数名缅共高层阵亡。1968年3月9日，罗相部303部队建制被几乎打残，不得不撤退至中国境内。中国和越南于3月中旬再次分别派出一个访问组，同时中国方面允许缅共招募部分曾在中国人民解放军中服役的中缅边境边民为志愿兵，再次进入缅甸后很快在勐古地区建立第一个根据地。4月16日，时任人民军总司令Bo Zeya阵亡。缅共除了Yèbaw Htay另一名孟加拉裔建党成员Yèbaw Tun Maung (Dr. Nath)也在同年阵亡。
1968年8月，曾经的领导Thakin Ba Tin, Yèbaw Htay和Bo Yan Aung的Bo Tun Nyein被指控“试图建立敌对的党总部”而被处决。隔月，仰光大学学生联盟的前领袖，例如Aung Thein Naing(Bo Yan Aung的侄子)和Soe Win (Ludu U Hla和Ludu Daw Amar的儿子)同样受到被处决的命运。
1968年9月24日，在避开政府军的逃亡路上，德钦丹东被他的保镖杀害，后者两年前以“军队逃兵”的身份加入缅共，后来向缅甸政府投降。
1968年底，以德钦辛和德钦漆为首的新领导集体宣布将主要精力集中于开展武装斗争方面，党内斗争宣告暂停。

## 全盛时期（1969-1972）
1969年3月，缅甸国防军退至滚弄，人民军占领了除南湖以外的果敢所有地区，以勐古为前进根据地，设立果敢县，并于阿佤山收编绍帕、昆马、户双和岩城四支游击大队、于克钦邦收编原克钦独立军之一部。1970年4月，人民军先后成立了东北（果敢、勐古地区及阿佤山地区游击队）及101（克钦邦）两大军区。其中东北军区早期下辖勐洪912师、果敢929师和勐古893师，此后又相继新成立数个师和旅，成为全军主力，罗相任司令，赵明和彭家声任副司令；101军区规模较小，仅下辖1001、1002和1003三个团，丁英和泽龙分别任正副司令。在此期间，大量中国知青和边民越过中缅边界参加人民军，成为志愿兵。中国政府则将牺牲的志愿兵认定为烈士，其家属享有烈属待遇。
1970年4月，为打通北部根据地和勃固中央根据地的通道，人民军在中国和越南援缅访问组专家的指导下发起南下战役进攻腊戌。缅军假意暂时弃守，诱使人民军深入腊戌城内，随后展开大规模反扑，人民军因不敌缅军的猛烈反攻而败退。缅军从阵亡的一名中国专家和一名越南专家的尸体上搜获整个南下战役的作战计划。同年年底，攻占与云南畹町镇一桥之隔的棒赛。
1971年夏，应泰国共产党的请求，人民军在越南专家的指导下少量出兵泰老边境地区的帕党山附近，支援泰共人民军对抗段希文和李文焕为首的国民党残军和泰国政府军，但最终未能帮助泰共拿下泰北山区而撤出，泰共人民军残部也撤往老挝境内的巴特寮根据地。

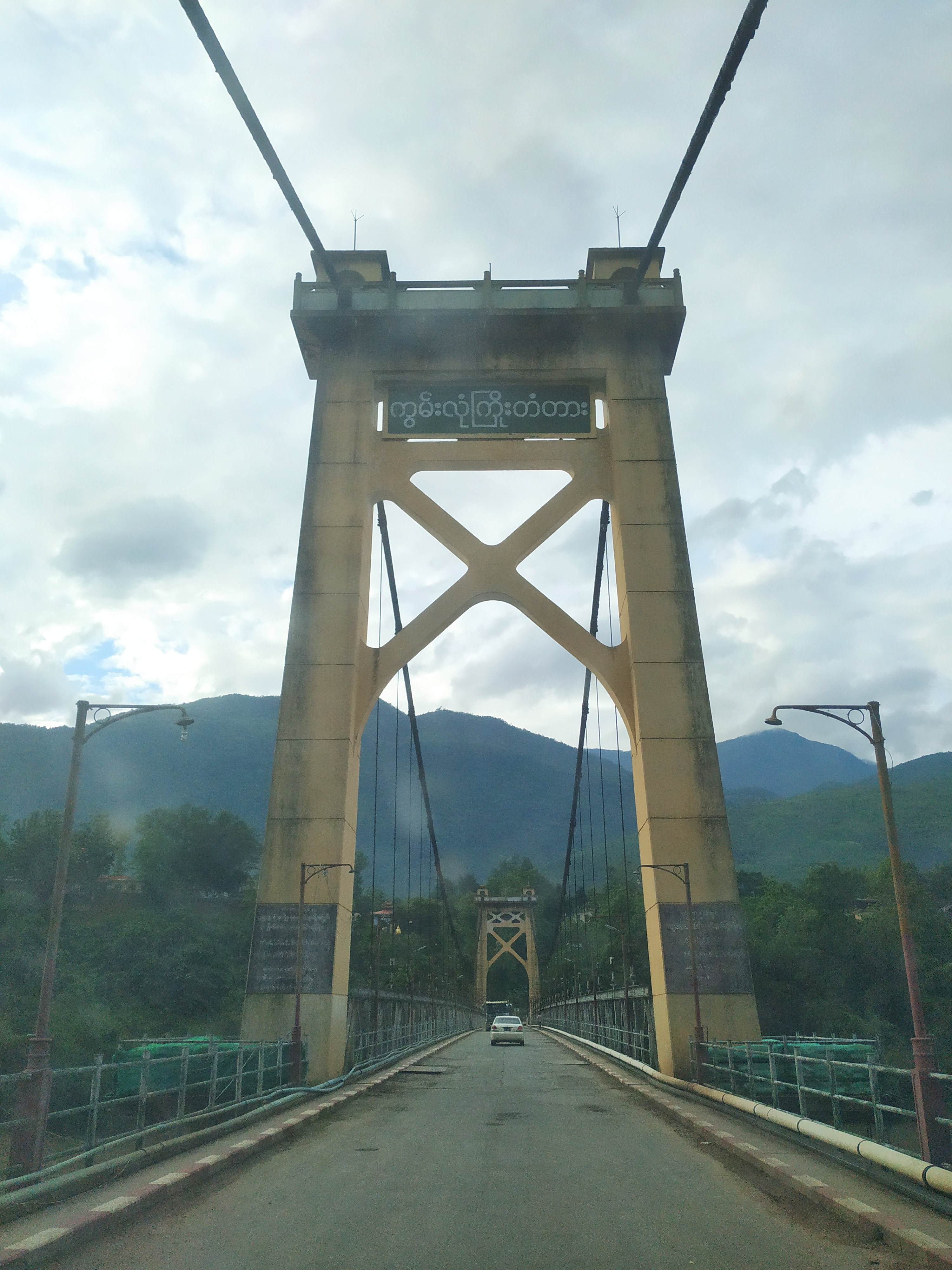
滚弄萨尔温江江桥

1971年4月30日, 人民军解放阿佤山北部的勐冒。1971年底，在中国和越南提供的大量新型苏制火炮运抵缅北后，人民军总部决意发起滚弄战役，试图取道滚弄大桥再次进攻腊戍。缅军封锁大桥，凭借火炮数量优势与绝对制空权抵挡人民军的进攻，最终人民军虽未能拿下大桥，但成功将缅军拒于萨尔温江西岸，因此双方均宣布此役获胜，称之为“滚弄大捷“，2014年缅甸军方即将此役拍摄成同名反共宣传电影。
1972年3月，东北军区前线指挥部从贵概迁往勐冒地区的新地方后不久，军区司令罗相在当地外出打猎时不慎摔下悬崖坠亡，其职由第一副司令赵明接任。缅共中央于8月设立北佤县、11月设立南佤县，1982年又增设景北县。1973年4月, 东北军区司令部迁至邦康。
1972年5月，人民军总部抽调全军范围内以哈尼族、布朗族和傣族为主的各单位陆续南下，6月相继解放掸邦东部以上述民族为主的勐拉、南板和色勒三县，于月底成立新的815军区，打通了与印度支那地区越南和老挝巴特寮方面的直接联系。815军区为全军装备水平和兵员素质最高的军区，下辖768、911和896三个山地轻步兵旅，接受中国人民解放军侦察兵和越南人民军特工队教官的训练和指导，擅长丛林作战和各种奇袭战术。该军区成立后不久，很快开始与越南人民军一并共同支援巴特寮抵抗美国、南越和泰国及其支持的老挝皇家军直至1975年老挝内战结束后老挝人民民主共和国成立。该军区首任司令为丁莱，其于1974年阵亡后的接替者为知青志愿兵出身的吴再林，因其指挥能力出众（例如曾以劣势兵力击毙缅军某快速机动师师长）且时年仅30岁，被称为“缅甸小林彪”（林彪任红四军军长时年仅23岁）。1987年底泰老边界战争爆发后，该军区亦曾与越南共同少量出兵老挝西南部边界的龙坡邦山脉对抗泰国军队。

## 收编或统战其他民族武装

### 掸邦各民族人民解放组织（1974-1976)
1965年成立的勃欧解放组织最初与缅共交好，1967年由于其领导人波桑顶反对与缅共进一步联合，导致勃欧解放组织分裂，亲共派德格列于1974年8月宣布成立掸邦各民族人民解放组织（SSNPLO），武装定名为掸邦人民解放军（SPLA）。1976年4月，德格列率领约200人赴邦康受训。5月1日，掸邦各民族人民解放组织决定接受缅共领导，旗下武装编入人民军中部军区。1977年2月，德格列率部回到加度基地区，东北军区685旅4045营随同到达，并改编为该组织的第7610营。1981年，东北军区618旅再次派遣3个营驻防加度基地区。

### 克钦独立军（1975-1976)
成立于1961年的克钦独立军因其内部部分成员受美国扶持的背景（此些人员曾为二战时期的美军克钦游骑兵（Kachin Rangers）），具有强烈的反共亲美意识，该组织中掌握重要权利的部分领导人与缅共积怨颇深，但其内部因作为人民军建军元老的罗相本人在克钦族中的影响力较大而亲共派众多，缅共由此决定争取该组织。1967年仰光发生反华骚乱后，克钦独立组织在罗相牵头下与缅共达成统战协议，克钦独立军因此获得中国和越南方面赠送的680支AK自动步枪作为军援。1969年，克钦独立军丁英、泽龙所部及其创始人早督的警卫班等被罗相收编成为人民军101军区，此举加剧了克钦独立组织反共派的不满。而1972年时任东北军区司令的罗相在外出打猎时不慎摔下山崖坠亡后，在反共派领导人的运作下，克钦独立军与国民党残军、其他反共民族武装甚至缅军建立联系以联合打击缅共，由此与缅共之间的冲突开始升级。1975年末，由原中国援越志愿军军官黄云和少校率领的人民军南坎县大队向贵概挺进，与活动于此的克钦独立军第四旅发生冲突。此后双方展开拉锯战，最终南坎县大队于1976年8月歼灭克钦独立军的创始人、反共派早丹所部，而另外两位反共派创始人早相和早督则于前一年在泰国遭暗杀，亲共派马兰布朗森（Maran Brang Seng）、马利儒早梅（Malizup Zau Mai）等人随之掌权，开始与缅共密切合作，克钦独立军从此与缅共结成统一战线（此种战略联盟关系亦被缅共的主要继承者佤邦所继承；2021年复出的新缅共亦受到其帮助），从而获得101军区方面提供武器装备支援和训练，尽管其目标仍然更倾向于民族问题而不是共产主义。
自与缅共结盟开始，克钦独立军亦开始受到中国和越南的间接支持，一度以保卫其玉石资源为由反对西方国家对缅甸内战的干涉。克钦独立组织的史料中明确记载了1967年反华骚乱后中国和越南对克钦独立军的资助：“1967年，奈温政府忘恩负义，大肆排华和残害华人…同年，中国政府和越南政府即援助克钦680支冲锋枪，以帮助克钦人民对抗大缅族主义。克钦人民永远不会忘记中国人民和越南人民的帮助。”在中国和越南军队展开经商活动后，克钦独立军还曾与中国和越南军方合办过7家公司，开辟与中国和印度支那地区的贸易通道。

## 渐入低潮（1974-1989）
由于人民军成立时间较短而缺乏实战经验，负责指导工作的中国和越南访问组专家在战时拥有主导作战行动的权利，平时亦全面参与人民军的兵力部署、军事演习和人事调动等事宜，使缅共高层担心丧失军事指挥权。1972年滚弄战役结束后，缅共高层初现对中国的排斥心理，以南下战役的失败和滚弄战役未能取得预定战果为由要求中国访问组专家回国（但不敢要求越南专家回国），同时自1973年起侵越美军主力开始撤离南越，东南亚形势有所缓解，最终中国和越南访问组于1974年初开始陆续撤出，至1975年4月越南全国解放后基本全部回国。此后，人民军曾三次企图跨过萨尔温江到缅甸中部与缅甸政府军作战。第一次为1974年6月1日至7月17日，第二次为1974年12月1日至12月12日。由于群众基础差、后勤补给困难、在失去中国和越南专家的指导后部队指挥不及以往灵活, 两次西进战役均告失败。经历前两次失败后, 人民军于1975年1月17日第三次渡过萨尔温江, 在缅甸中部的东枝、勐农、勐板、锡胜等地与缅甸政府军展开拉锯战, 前后历时18年, 战果均不显著, 这种情况一直持续到1988年。1975年3月，缅共中央所在地勃固失守，大量中央机关人员北撤，总书记德钦辛与第一副书记德钦漆却拒绝撤退，最终于扑佳羌被自己身边的警卫员出卖后遭缅甸政府军包围，拒绝投降后被乱枪射杀。此后德钦巴登顶接任总书记之职。此人为人好大喜功，喜好他人对自己阿谀奉承，重用善于内斗的东北军区政委杨光和参谋长余建等人，放任其在全党全军范围内利用权术挑动党内军内争端，将党内的民主气氛全部打消，从而丧失组织结构上的纠错功能，使缅共中央的向心力大幅削弱。
自中越两国访问组专家撤出后，缅共再次开始党内斗争并波及知青志愿兵，迫使大量实战经验丰富的志愿兵返回中国，导致兵源逐渐减少，根据地人心也随之出现浮动。而1978年与中国关系恶化和中断后，仍留在缅甸境内的知青志愿兵全部沦为无国籍人士，其服役经历亦不再受到中国政府承认，意味着无法回国（即便回国亦无退伍军人津贴和干部退休金等待遇维持温饱），导致大量志愿兵自杀和逃跑，其中不乏有人叛逃至国民党残军和坤沙蒙泰军的势力范围，亦有人逃跑后被缅军和泰军抓获，被缅甸和泰国军政府在国际舆论上大肆炒作。缅共从此开始由盛转衰。1976年底至1977年初，东北军区被迫弃守棒赛。1978年7月，缅共中央迁至邦康。

### 倒向越南中断对华关系及毒品问题（1978-1989）
1976年毛泽东去世后，中国于1978年开始改革开放并停止对包括缅甸共产党在内的海外共产党的援助，亦因此禁止携带枪械的缅共武装人员入境进行补给。而在1978年中越及中阿关系恶化后，由于中越阿三国均为自己的重要盟友，缅共原本决定维持中立，然而时任缅共领导人德钦巴登顶于1978年访华期间，中方宣布给缅共为期一年的过渡期，从1979年起将中止对缅共的一切援助。因在中断援助等问题上与中方完全无法达成一致，德钦巴登顶当面指责和攻击时任中国领导人邓小平，使缅共作出倒向越南和阿尔巴尼亚一方的决定。1979年2月中越战争爆发后，缅共宣称“任何时候‘缅甸人民’都将站在越南一边”，导致中缅两党彻底中断一切来往。随后根据越南方面的要求，缅共开始排斥党内大量中国背景的干部及华裔干部，具体表现为中央政治局全部委员均由缅族担任、中层以上干部的缅族比例维持在3/4，而以佤族、克钦族和果敢族为主的基层军官和各机关单位基层干部全部受到排挤和歧视（例如时任东北军区683旅旅长的鲍有祥在1980年代初遭缅共中央排挤，幸得当时接替赵明任军区司令的知青志愿兵李自如因其指挥能力较强而提拔为军区副司令，方才未遭撤职；而后期李自如本人则因不堪缅共高层内斗，以请病假为由返回其保山老家避居，直到1989年4月被赵尼来和鲍有祥请回佤邦任职）；缅共还效仿1975年后越南取消民族区域自治制度的政策，大肆削弱各地区少数民族基层自治单位的权利，违背了民族自决原则。以上举动被其他少数民族干部和官兵视为复辟大缅族主义，导致党内人心出现涣散。1979年9月缅甸出于抗议苏联和越南操控1979年哈瓦那会议而退出不结盟运动后，中国外交部长黄华到访仰光。1980年，中国政府开始正视缅共中国志愿兵的性质、身份和退伍回国问题，并且出台相应的接纳和回归政策，随之而来的是更多知青志愿兵的离开，使缅共进一步丧失中坚力量，甚至导致与这些知青结婚的本土干部自杀（例如东北军区某旅旅长赵云在送走与其离婚返回中国的夫人后拉开手榴弹自尽）。
与最大援助国中国断绝联系后，缅甸共产党的活动开始持续衰弱，加之因党内不设纪律检查委员会而无法有效监管党员的违纪违法行为，在日常工作中无法切实履行从严治党、从严治军和群众路线等根本原则，仅维持表明形式，导致其组织结构日趋松散，使人民军各部逐渐脱离党组织的约束，从而军纪日益败坏，逐步退化为针对平民的武装犯罪组织。自1978年起中国断绝援助、东南亚各国共产党倒向越南开始，此种腐化败坏的现象在东南亚各党之中皆极为普遍，为1989年后东南亚各党的消亡或低潮埋下伏笔。
1978年之前，缅甸共产党曾采取强制措施限制其解放区内的罂粟种植和鸦片交易，为时年缅甸境内唯一的禁毒力量。鸦片曾作为违禁品被禁止买卖，更禁止机关和部队任何单位或个人收购和加工，在税收方面只征收现金和粮食而绝不接受鸦片。人民军各单位亦多次开展缉毒行动从农民手中大量收缴鸦片，亦从缅甸政府军或其他以毒养军的反共民族武装手中缴获鸦片，例如东北军区曾从政府军手中缴获果敢产鸦片1500公斤。但由于并不具备全面禁种的条件，因此也根据实际情况对民间的种植传统给予适当放宽，即缅共方面允许外地烟商进入解放区收购部分获得许可的烟农所种植的鸦片，但收购后必须以现金或粮食缴税，禁止以鸦片代替；在解放区内一律严禁吸食鸦片和其他任何毒品，并通常以劳教方式对吸毒者实行强制戒毒，被劳教后的吸毒者若仍屡教不改，即可处以死刑。因缺乏黄金、白银、美金和卢布等其他硬通货，此时鸦片仅作为缴获的硬通货之一用于平衡解放区的进出口赤字，而种植或主动购入鸦片并出售牟利则属非法行为，最高可处以死刑。另在缺乏药品时，由于鸦片具备一定的麻醉和止泻作用，因而在军医为伤员治疗时也偶尔被用作麻醉品。 
自1978年中越关系恶化后、缅甸共产党倒向越南开始，便涉足金三角地区的传统行业——毒品贸易以维持军费开支，且向越南方面提供罂粟种植和高纯度毒品加工技术换取军援，从而使毒品贸易亦成为当时越南人民军维持在柬埔寨和中国方向军费开支的一项重要产业。
为解决中国方面断绝援助后的军费不足，缅共中央开始全面放开解放区内的鸦片种植，并由一些地方财政贷款给农民发展种植，所有鸦片统一由公家收购，禁止任何个人进行鸦片买卖活动，亦禁止在解放区内进行任何毒品交易。对民间则宣称生产毒品“只是为了坑害西方帝国主义”，属于“抗击侵略者”的斗争方式。以彭家声为首的人民军东北军区成为首个开展毒品贸易的单位，于1978年在果敢县主城区老街成立“特货贸易公司”，时任果敢县财政局长、东北军区副司令杨茂良的兄弟杨茂安兼任该公司经理，贵概县财政局长刘国玺负责交易活动及财务管理，由各区、县政府从烟农手中以税收形式征收的鸦片被统一送入由军队控制的加工厂进行加工，最后通过各种渠道将加工好的吗啡贩运至缅泰边界的国际黑市上（为防止解放区内和军中出现吸毒现象，最初只加工不能直接吸食的吗啡）。在缅共中央“创收”政策下，加工吗啡的工厂遍布各大军区。其后因不满足于吗啡加工利润，东北军区6旅政委车炬于1986年4月在被解放的原毒枭坤沙的地盘楠漠建立四号海洛因加工厂，高薪从泰国聘请海洛因加工技师，开始从事海洛因加工。缅共中央最初的在解放区内禁贩禁吸的禁令由此成为一纸空文，不论军中或是民间，缅共控制区内的吸毒贩毒现象日益严重。1980年代以后，在中缅两党关系已经全面交恶的情况下，缅共中央开始允许东北军区彭家声部将大量海洛因成品贩运至中国境内（原本禁止向中国境内贩运），从而遭到中国政府通缉。
自经营毒品贸易开始，缅共党政军纪律彻底松弛，并开始增收除鸦片税和基本税收之外的各种苛捐杂税。除税收、贩毒所得及来自越南和阿尔巴尼亚的外国军援外，敲诈勒索、绑架缅甸平民和外国商人索要赎金亦开始成为其国内的军费来源。以上行为导致缅共逐渐丧失民心。除此之外，缅共亦逐渐忽视民生建设，以阿佤山区为例，截止1989年，阿佤山区境内仅有医院5所、学校20余所，全邦亦几乎没有像样的街道，仅有旱季公路300公里；农业方面仅开展了部分较为原始的水利工作；邦康城内建筑面积仅2000平方米，主要建筑仅有缅共中央办公厅和东北军区大院的几间砖木结构的瓦房。
缅共的支持者越南亦成为其扩展海外业务的一大市场之一。由于1981年后苏联和朝鲜不同意增加军事援助，迫使黎笋政府寻找其他援助国和经济来源。黎笋当局首先命越南驻联合国代表黄碧山向先前的敌人——美国转达了开发近海油气田合作和在越南全面引入资本主义经济制度的意愿，希望以此直接在军事和政治上获得美国的全面支持，同时决定开展地下贸易补贴财政。黎笋政府通过提供军援的方式，于1981年底通过缅共引入罂粟籽，并以聘请农业专家的名义聘请缅共方面的毒品加工技师，于1982年初将河宣省作为鸦片种植试点，并通过缅共方面的渠道打通海外销路，共享在国际黑市中售卖鸦片的利润。1982年下半年，黎笋政府又下令在谅山、莱州、高平、黄连山四省种植鸦片。在缅共“农业专家“的指导下，仅河宣省同文县一地即于1982年一年种植罂粟430公顷。越南人民军第一、第二军区也在种植罂粟。为鼓励农民提高鸦片产量，越南当局于1982年下半年又提出：超额缴纳鸦片税的种植户，可根据数量等级，奖励粮食、布匹、自行车等生活物资。越南边民亦大量将毒品走私进中国境内。云南省文山州和红河州公安部门仅1982年下半年即查获越南人非法偷运入境的鸦片达300多两。中国新华社随后披露了越南当局鸦片贸易的细节，迫使美国因舆论压力而放弃与黎笋政府的接触，导致越南倒向美国的企图失败。

### 1980–1983年和平谈判
1980年奈温当局发布大赦，吴努等人随即从泰国回国。缅甸共产党以Mong Yawng的一次袭击作为回应，但在大赦令过期后又在9月提议进行谈判。第一次会议于10月在北京举行，缅共代表团由总书记德钦巴登顶率领，政府方则由当时突然离开政府和克钦族的谈判到访北京的奈温率领。第二次会议双方分别由Thakin Pe Tint和Aye Ko少将率领于隔月在腊戍，Aye Ko在谈判上提出3个新条件：1.共党（缅甸共产党）解散；2.共军（人民军）解散；3.交出全部共区（“解放区”）地盘。
缅甸共产党被告知在1974年宪法第11条下建立起来的一党制国家缅甸不允许存在另一个政党。奈温在5月14日终止谈判，并在不告知克钦人的情况下任由双方停火协议在5月31日过期。其中缅甸共产党从来没有与政府达成停火协议。
在中国边境，亲缅共的“缅甸人民之声”电台(VOPB)开始广播要求结束缅甸内战，在新的多党制下发展民主和建立民族团结。缅甸共产党仍然在东北部掌控15，000人，而政府军在迟来的1982年恢复国王征服者行动后，仍然在缅共攻击下损失上百人，最终撤退。由于双方都面临来自1976年成立的，有针对性地排除缅族的众多少数民族包括克伦族，孟族，克钦族，掸族等族成立的民族民主阵线的威胁。
1983年6月，在越南等国施加外交压力下，军政府被迫与缅共再次进行和谈。奈温以缅共承认自己执政的合法性为前提，声称将在国会给予共党（缅共）合法席位，并同意保留共军（人民军），共区（“解放区”）实行高度自治，并由当局给予一定的经济支持，被德钦巴登顶拒绝。
随着最大援助国中国断绝一切援助，与之交恶的越南和阿尔巴尼亚两国自身困难状况日益加剧，亦难以继续支持其他各国共产党（例如除缅共、泰共、老挝和柬埔寨人民共和国外，越南还同时支持菲共、马共及南美洲的哥伦比亚革命武装力量等组织，在其自身失去中国援助后，对以上国家和党的援助逐渐力不从心），尤其越南在1976年时任越共中央总书记黎笋全面主政后，已经正式停止胡志明时代对东南亚各国共产党在国际共产主义运动组织原则上的经济和军事支援，其对外援助全部因其与中国的争端和在整个东南亚扩张势力范围的利益而定，逐步演变为实用主义和利己主义性质。1985年霍查去世及1986年黎笋去世后，越南也开始革新开放并寻求与中国恢复传统友好关系，阿尔巴尼亚亦不堪自身国内矛盾，从而使两国均逐步停止了对缅共的援助。完全失去中越阿三国外援后的缅共由此陷入全面孤立状态，被迫与民族民主阵线在1986年达成协议。此后缅共党内矛盾日益加深，士气日渐低落，错过了1988年8888民主运动后美国等西方各国撤销援助导致军政府处于孤立状态的时机。

### 最后一次开辟根据地
1985年，曾因投靠国民党残军而遭缅共驱逐并流落掸邦南部缅泰边境地区的佤族土司岩小石与同样亲台湾当局的毒枭坤沙的蒙泰军为争夺势力范围而开战。人民军命东北军区6旅政委车炬率领部队南下缅泰边境，与岩小石的佤联展开合作，共同对抗坤沙的蒙泰军。

## 1989年落幕
1989年3月初，东北军区彭家声部秘密联络其旧识、已归顺缅甸政府的前毒枭罗星汉，请求其邀请缅甸政府军帮助其发动兵变。罗星汉随即与缅甸国防军商定预备3个师的兵力防缅共主力攻击，1个师戒备果敢当地，1个师防克钦邦（101军区）攻击。彭家声从而得到缅甸政府的庇护，开始着手其兵变计划。
3月11日，彭家声在东北军区发动兵变宣布脱离缅共，扣押了时任果敢县委书记黄文兰。人民军在1988年刚刚从老挝接收并运抵东北军区的80余车越南和阿尔巴尼亚提供的最后一批军援，包括各型枪支一万余支、数十吨弹药和各类军需物资亦全部为彭家声所扣留。彭家声的兵变队伍随即接管了果敢县大队、果敢县委等机构和各处战备仓库。13日，彭家声出兵勐洪，将杨茂良任师长的东北军区912师（1993年哗变后改为124师）收入麾下。14日，兵变队伍接管东北军区前沿根据地勐古，驻防当地的893师（1993年哗变后改为128师）师长李德华投向彭家声，政委高良则带领少数官兵退入中国境内。随后彭家声与缅甸政府达成停战协议后宣布和解，成立“缅甸掸邦第一特区”，参与兵变的东北军区各部被命名为“缅甸民族民主同盟军”，即向外界展示其愿与缅甸政府结成“同盟”之意。5月下旬，彭家声飞赴仰光，得到缅甸政府的褒奖与热情款待。

### 连锁反应
果敢和勐古等地发生兵变后，缅共中央命两名政治局候补委员——北佤（今勐冒县）县长兼12旅旅长赵尼来和中部军区副司令鲍有祥立即出兵前往镇压，并于3月18日出动两个连将彭家声位于景北县贺岛的家查抄。此时由罗星汉引入解放区周边帮助彭家声兵变的缅甸政府军三个师已做好随时进攻的准备，且多年以来中央领导集团因追随越南的错误政策已愈发不得人心（如思维机械僵化、复辟大缅族主义、开展毒品贸易等），因而由此导致的一系列严重后果已致使缅共的前途处于崩溃的边缘。出于以上因素和保存实力的目的，赵鲍二人决定脱离缅甸共产党。
4月17日，鲍有祥的部队在417营营长魏赛堂的统领下，中央警卫旅旅长尼东陈西板，鲍有华，等人的内应下包围位于邦康的缅共中央办公厅。魏赛堂亲自控制并将德钦巴登顶等人遣送至中国境内，随后成立缅甸民族民主联合党和缅甸民族民主联合军（之后在魏赛堂的意见下，改为佤邦联合军），南下泰缅边境的东北军区6旅政委车炬发电支持鲍魏的行动，6旅改编为420师。4月19日，815军区司令、彭家声的女婿吴再林宣告成立掸邦东部军政委员会，此后以放弃勐棒为交换条件，将815军区改组为“缅甸掸邦东部第四特区”和“掸邦东部民族民主同盟军”，并将中央警卫旅政委罗常保借调勐拉担任同盟军参谋长。5月8日，佤邦420师驻地亦遭附近的坤沙蒙泰军吞并，被迫撤出大量缅泰边境一线的防区。最终克钦邦101军区司令丁英见大势已去，亦于10月宣布改组为克钦新民主军。

### 相关国家态度

#### 中国
作为缅共曾经的最大援助国，中国方面当时虽已与缅共关系恶化长达十余年，但仍极其重视缅共控制的边界地区所形成的缓冲地带，以继续牵制缅甸和泰国军政府，因此希望通过变动其领导层使缅共改变对外路线恢复对华关系，并促使其废除毒品贸易重新实行禁毒政策，而不是使缅共从组织上发生分裂。中国政府曾为此发出“关于严格禁止缅甸共产党66名叛徒进入中国国境的通知”，彭家声排名第一。

#### 越南
作为缅共的另一主要援助国，自原越共中央总书记黎笋去世后，越南此时的对外政策已开始发生根本性变化，逐步放弃了对东南亚各国共产党的支持，并寻求恢复对华关系与中国重新修好，且亦决心解决黎笋执政时期遗留的毒品问题。对于坚持原有对外路线和毒品贸易的缅共高层，越南方面无心继续扶持其掌权。但同中国一样，越南亦十分重视缅共控制的边界地区所形成的缓冲地带，以继续牵制缅甸和泰国军政府，因此亦不同意缅共从组织上发生分裂。越南因此同样禁止彭家声等原东北军区下辖的果敢地区领导人入境寻求军火支援。

## 政变后复出（2021- ）
2021年2月军事政变爆发后，缅共突然宣布复出，于3月15日在克钦独立军的帮助下成立“人民解放军”，活跃于克钦邦和实皆省，与各少数民族武装组织和人民防卫军（PDF）合作（但暂未与佤邦和815等原人民军各部建立联系），使用小规模游击战来锻炼部队和增进影响力，全力加强根据地建设。目前尚未有对缅军发动大规模军事行动的迹象。

### 引用
1. 1 2  Fleischmann, Klaus. Die Kommunistische Partei Birmas – Von den Anfängen bis zur Gegenwart. Hamburg: Institut für Asienkunde, 1989. p. 405.
2. ↑  Meehan, Patrick. . Journal of Southeast Asian Studies. 2011, 42 (3): 385  [24 December 2020]. ISSN 0022-4634. JSTOR 23020336. S2CID 56423767. doi:10.1017/S0022463411000336. （原始内容存档于2021-04-15）. From the mid-1960s until Mao's death, China's extensive support for the CPB heralded a more extensive militarisation of the state's opponents.
3. 1 2 3  Richard Michael Gibson. . John Wiley and Sons. 2011: 88. ISBN 978-0-470-83018-5.
4. ↑  Lintner 1990，第14頁.
5. ↑  Schmid, Alex Peter, A.J. Jongman, and Michael Stohl. Political Terrorism: A New Guide to Actors, Authors, Concepts, Data Bases, Theories, and Literature. New Brunswick, N.J.: Transaction Publishers, 2005. p. 514
6. ↑  Hensengerth 2005，第10頁.
7. ↑  Hensengerth 2005，第10–12頁.
8. 1 2 3 4 5 6 7 8 9 10 11 12 13 14 15 16 17 18 19 20 21 22 23 24 25 26 27 28 29 30  Smith 1991.
9. ↑  Hensengerth 2005，第15–16頁.
10. ↑  Hensengerth 2005，第17頁.
11. ↑  Syatauw, 《Some newly established Asian states and the development of international law》, 第119页
12. ↑  Hyer, 《The Pragmatic Dragon: China's Grand Strategy and Boundary Settlements》, 第69页
13. ↑  卓人政, 解决中缅边界问题的良好开端——我军撤出“一九四一年线”以西地区, 第22页
14. ↑  廖心文, 成功解决中缅边界问题——老一辈革命家与边界问题研究之二, 第89页
15. ↑  范宏伟, 中缅边界问题的解决：过程与影响, 第38页
16. ↑  Smith 1991，pp. 159–167, 229–230: "After the CPB took a Maoist direction in the late 1960s, the "peace and unity" line was denounced by party leaders. ... The second important decision was the CPB's enthusiastic adoption of 'Mao Zedong thought'.".
17. ↑  Smith, Christensen & Levinson 2002，p. 155: "In the mid-1960s, an internecine 'Cultural Revolution' saw the party [CPB] take a dogmatic turn towards Maoism, which was modeled on developments in China.".
18. ↑  Gibson 2011.
19. ↑  . . 佤邦教育委员会. : 28-33. 缅共东北军区 缅共远方指挥部决定：1970年4月，把活动在萨尔温江以西的303部队和活动在果敢地区、佤邦地区的404部队合并组建为缅甸人民军东北军区。罗相任司令员，赵明、彭家声任副司令，何高任政委，古方、林天任副政委。……至1979年，东北军区管理地区为：果敢县、北佤县、南佤县、景北县及县大队。
20. ↑  缅甸联邦佤邦志编纂委员会 (编). . . 邦康: 缅甸佤邦民族教育出版社. 2018: 156-161. （1972年）3月 缅共人民军东北军区总部由贵概迁到新地方，后于1973年4月迁到邦伞。
21. ↑  . 赵明司令员（缅人）也是1975年巴登顶重建的新的缅共中央委员会委员。作为罗先旧部骨干，他最早曾经在303部队担任过政治部主任。后来担任303军区副司令员，东北军区副司令员（同样的职务是彭家声）72年3月罗先在佤邦新地方不慎身亡，赵明即刻接替东北军区司令员一职，他在这个职位上一直待到1980年大改组。
22. ↑  . 克钦代表团见到缅共领导人只是象征性地握手表示友好，但见到避居北方的克钦起义武装领袖罗相时，却连忙下跪，连头都不敢抬。
23. ↑  . 经过一番复杂的磋商后，克钦人只答应与缅共结盟，双方签订了统战协议。作为见面礼，北方送给布朗森480支56式自动步枪
24. ↑  . 丁英率部投奔了缅共，随后另一个连的副连长泽龙也率部投奔缅共，就连克钦独立军创始人赵督的警卫班也起义了
25. ↑  . 创始人赵相于1967年带着300多人南下泰国，驻扎在国民党残军总部所在地唐窝，寻求援助...拟定了4条针对缅共的方案：...第三，与国民党残军等其他民族武装搞好关系，联合打击缅共...克钦独立军甚至不惜与缅军达成停战协议，共同对付缅共
26. ↑  . 一直到1975年，克钦军的两位持反共立场的创始人赵相和赵督在泰国开会时被暗杀
27. ↑  . 作为交换条件，缅共援助克钦军10个连的武器，克钦军的军官则参加由缅共主持的军校培训...这些军官只注重战术的学习，对思想教育则非常不在意。
28. ↑  . 李自如得势后，提拔当时受排挤的鲍有祥做了缅共东北军区副司令
29. ↑  . 李自如感到局势失控，便请假回云南老家养病去了...鲍有祥又把李自如请回
30. ↑  . 缅共东北军区赵云（取中国名字的缅族）旅长在送走中国妻子后，抱着一捆TNT炸药轰然炸死了自己
31. 1 2 3 4  .   [2020-05-20]. （原始内容存档于2020-10-20）.
32. ↑  Lintner 1990，第1頁.
33. ↑  Tha, Kyaw Pho. . The Irrawaddy. 3 October 2013  [10 October 2018]. （原始内容存档于2021-02-22）.